# Intelsat IV F-7
O Intelsat IV F-7 era um satélite de comunicação geoestacionário construído pela Hughes, ele era de propriedade da Intelsat, empresa atualmente sediada em Luxemburgo. O satélite foi baseado na plataforma HS-312 e sua vida útil estimada era de 7 anos.

## História
O Intelsat IV F-7 fazia parte da série Intelsat IV que era composta por oito satélites de comunicações, lançado do Cabo Canaveral durante o início da década de 1970, marcou a quinta geração de satélites geoestacionários de comunicação desenvolvidos pela Hughes Aircraft Company desde 1963 com o lançamento do Syncom II, o primeiro satélite síncrono do mundo. O Syncom II tinha 15 cm de altura e 28 polegadas de diâmetro, pesava 78 £ em órbita. Em contraste, os Intelsat IVs pesava mais de £ 1.300 (595 kg) em órbita e tinham mais de 17 pés (5,31 metros) de diâmetro. Todos os sete satélites ultrapassaram suas expectativas de vidas projetadas e foram retirados do serviço ativo, o última dos quais, o Intelsat IV F-1 foi aposentado em outubro de 1987.
O satélite era equipado com 12 transponders de banda C. Ele tinha 6000 relé de duas vias chamadas telefônicas ou transmitir 12 programas de televisão à cores simultâneas ou combinações variadas de tráfego de comunicações, incluindo dados e fax.
O satélite tinha 12 canais de comunicação de banda larga. Cada canal tinha uma largura de banda de 40 MHz e forneceu cerca de 500 circuitos de comunicação.

## Lançamento
O satélite foi lançado com sucesso ao espaço no dia 23 de agosto de 1973, às 22:57:02 UTC, por meio de um veículo Atlas SLV-3D Centaur-D1AR a partir da Estação da Força Aérea de Cabo Canaveral, na Flórida, EUA. Ele tinha uma massa de lançamento de 1.414 kg.